# Cerro Intiorko
El cerro Intiorko es una montaña ubicada en la municipalidad distrital de Ciudad Nueva, en el departamento de Tacna, en la parte sur del Perú, 1000 km al sureste de Lima, la capital del país. A 780 metros sobre el nivel del mar. Del cerro proviene la piedra utilizada para la construcción de la catedral de Tacna, el Arco Parabólico y la Prefectura de Tacna.
En el cerró fue erigida la Cripta de los Héroes por parte de la administración chilena el 19 de septiembre de 1901.
En el cerro se encuentra la capilla Santísima Cruz Del Cerro Intiorko la cual es un lugar de peregrinación durante Semana Santa y el Complejo Monumental Alto de la Alianza en su meseta, recordando la batalla del Alto de la Alianza ocurrida el 26 de mayo de 1880.

## Geología
El cerro Intiorko presenta antiguas caídas de rocas en su parte inferior, donde también se han construido viviendas. En las laderas del cerro, se pueden observar bloques suspendidos que podrían ceder ante un movimiento sísmico. Con el fin de prevenir posibles deslizamientos, los habitantes de la zona han construido muros de contención y otras estructuras sin asesoramiento técnico, lo cual representa riesgos "construidos" por la misma población.
Estos hallazgos resaltan la importancia de realizar evaluaciones geológicas en áreas de riesgo, como el cerro Intiorko, para identificar y mitigar los peligros geológicos existentes. Las recomendaciones derivadas de este estudio podrían incluir medidas de seguridad adicionales, asesoramiento técnico para la construcción de estructuras de contención y concientización de la población sobre los riesgos asociados a la ubicación de viviendas en zonas geológicamente inestables.